# Spångsholm
Spångsholm is een plaats in de gemeente Mjölby in het landschap Östergötland en de provincie Östergötlands län in Zweden. De plaats heeft 411 inwoners (2005) en een oppervlakte van 67 hectare.